# Sarawakstadion
Het Sarawakstadion (Maleis: Stadium Sarawak) is een multifunctioneel stadion in Kuching, een stad in Maleisië. Het stadion ligt naast een ander stadion dat bijna dezelfde naam draagt Sarawak Negeri Stadion.
Het stadion wordt vooral gebruikt voor voetbalwedstrijden, de voetbalclub Sarawak FA maakt gebruik van dit stadion. In het stadion is plaats voor 40.000 toeschouwers. Het werd gebouwd vanaf 1995 om te kunnen worden gebruikt voor het Wereldkampioenschap voetbal onder 20 van 1997. Het stadion werd geopend in 1997. Het werd ook gebruikt voor de AFC Solidarity Cup 2016.